# Rouvenac

Rouvenac este o comună în departamentul Aude din sudul Franței. În 2009 avea o populație de 204 de locuitori.